# Roberto Campisi
Roberto Campisi (ur. 18 listopada 1978 w Syrakuzach) – włoski duchowny rzymskokatolicki, dyplomata watykański.

## Życiorys
7 grudnia 2002 otrzymał święcenia kapłańskie i został inkardynowany do archidiecezji Syrakuz. Otrzymał przygotowanie do służby dyplomatycznej na Papieskiej Akademii Kościelnej.
W 2010 rozpoczął służbę w dyplomacji watykańskiej pracując kolejno jako sekretarz nuncjatur: w Wybrzeżu Kości Słoniowej (2010-2014), w Wenezueli (2014-2015), i we Włoszech (2015-2016). W 2016 rozpoczął pracę w Sekcji Spraw Ogólnych. 26 października 2022 został mianowany przez papieża Franciszka asesorem Sekcji ds. Ogólnych w Sekretariacie Stanu.